# Limnoecetis
Limnoecetis is een geslacht van schietmotten. De typesoort van het geslacht is Limnoecetis tanganicae.

## Soorten
Het geslacht kent de volgende soort:
- Limnoecetis tanganicae